# Joanna Bator

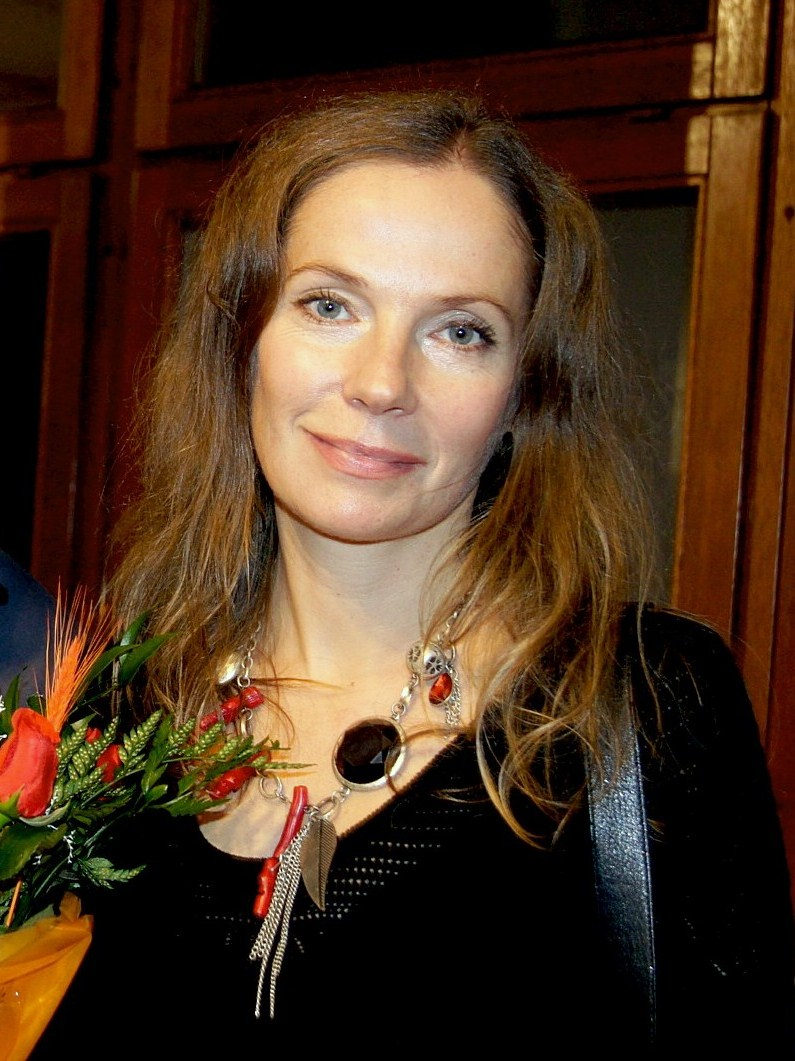
Joanna Bator 2012-ben

Joanna Bator (Wałbrzych, 1968. február 2. –) lengyel író, újságíró, teoretikus, egyetemi oktató. Szinte éjsötét (Ciemno, prawie noc) című regényéért 2013-ban elnyerte a Nike-díjat.

## Munkássága
Az első publikációja, a Feminizmus, posztmodernizmus, pszichoanalízis (2001) tudományos munka volt. Egy évvel később megjelent az első regénye, Egy nő (Kobieta). Harmadik könyve, A japán rajongó (Japoński wachlarz) (2004), meghozta számára a nagy sikert. Regénytrilógiája[forrás?] a 20. század Lengyelországának határ menti településén élő család női tagjainak krónikája: Homokhegy (Piaskowa Góra, 2009), Homokfelhő (Chmurdalia, 2010), Szinte éjsötét (Ciemno, prawie noc, 2012).

## Művei
- Wyspa Łza (Krakkó, Znak, 2015)
- Ciemno, prawie noc (Varsó, W.A.B., 2012)
- Las samobójców (Varsó, Bluszcz, 2010)
- Chmurdalia (Varsó, W.A.B., 2010)
- Piaskowa Góra (Varsó, W.A.B., 2009)
- Japoński wachlarz ((Varsó, Twój Styl, 2004)
- Kobieta (Varsó, Twój Styl, 2002)
- Feminizm, postmodernizm, psychoanaliza (Gdańsk, Słowo/Obraz Terytoria, 2001)

### Magyarul
- Homokhegy[2] (Magvető Könyvkiadó, Budapest, 2011, fordította: Hermann Péter) ISBN 9789631428605
- Homokfelhő[3] (Magvető Könyvkiadó, Budapest, 2014, fordította: Hermann Péter) ISBN 9789631431681
- Szinte éjsötét[4] (Magvető Könyvkiadó, Budapest, 2016, fordította: Hermann Péter) ISBN 9789631433975